# Robert Hrubý
Robert Hrubý (27 aprile 1994) è un calciatore ceco, centrocampista del Bohemians 1905.